# 아메리칸 파이 3: 아메리칸 웨딩
《아메리칸 파이 3: 아메리칸 웨딩》(영어: American Wedding)은 2003년 개봉한 섹스 코미디 영화이다. 《아메리칸 파이 2》(2001)의 속편이다. 짐 레번스틴(제이슨 비그스 분)과 미셸 플래어티(앨리슨 해니건 분) 커플의 결혼을 중심으로 이야기가 전개된다.
후속편 《아메리칸 파이: 19금 동창회》(2012)로 이어진다.

## 줄거리
짐은 미시건주 이스트그레이트폴스 식당에서 미셸에게 청혼을 하려고 한다. 어이없는 실수로 계획이 틀어지지만 결국 미셸은 청혼을 받아들인다. 결혼 준비 과정에서 짐은 친구 스티플러를 초대하지 않으려 하지만, 스티플러는 기회를 엿봐 결혼식에 참여하려 한다. 짐은 스티플러에게 결혼식 춤을 배우는 조건으로 참여를 허락하고, 스티플러는 신부 들러리들과의 만남을 기대한다.
짐과 친구들은 미셸의 드레스를 구하러 시카고에 갔다가 게이바에서 댄스 배틀에서 승리하여 드레스를 만들어줄 디자이너는 물론 총각 파티를 위한 스트리퍼까지 얻는다. 한편 미셸의 여동생 케이던스가 결혼식 때문에 돌아오고, 스티플러와 핀치는 그녀의 마음을 얻기 위해 서로 상대방처럼 행동한다. 짐은 결혼에 대한 확신이 흔들리기 시작하고 아버지의 조언에도 이를 쉽게 해소하지 못한다. 총각 파티를 위해 짐의 집에 몰래 침입한 친구들은 미셸의 부모님에게 당혹스러운 모습을 들키미만 우여곡절 끝에 위기를 넘긴다.
그랜드트래버스군에서 결혼 준비를 하는 중에 여러 사건 사고가 발생한다. 스티플러는 생각 없이 꽃을 보관해둔 냉장실 스위치를 꺼버리고, 그 결과 식장용 꽃이 전부 시들어버리자 스티플러는 짐과 미셸에게 쫓겨난다. 그러나 스티플러는 잘못을 뉘우치고 밤새 플로리스트를 설득하여 새로운 꽃 장식을 만들고, 친구들의 도움을 받아 결혼식을 다시 준비한다. 스티플러는 케이던스와 화해하고 결혼식 전에 관계를 가지려 하지만, 엉뚱하게도 짐의 할머니와 잠자리를 하게 된다. 결혼식에서 짐과 미셸은 서로의 부족함을 인정하며 사랑을 확인하고, 스티플러는 케이던스와 춤을 추고, 핀치는 스티플러의 엄마와 다시 만나며 이야기가 끝난다.

## 출연
- 제이슨 비그스 - 짐 레번스틴 역
- 숀 윌리엄 스콧 - 스티브 스티플러 역
- 앨리슨 해니건 - 미셸 플래어티 역
- 에디 케이 토머스 - 폴 핀치 역
- 토머스 이언 니컬러스 - 케빈 마이어스 역
- 재뉴어리 존스 - 케이던스 레번스틴 역
- 유진 레비 - 짐의 아빠 역
- 몰리 치크 - 짐의 엄마 역
- 데버라 러시 - 메리 플래어티 역
- 프레드 윌러드 - 해럴드 플래어티 역
- 앤절라 페이턴 - 할머니 역
- 에릭 앨런 크레이머 - 베어 역
- 어맨다 스위스턴 - 프로일라인 브랜디 역
- 니키 지어링 - 크리스털 경관 역
- 로런스 프레스먼 - 감독 역
- 저스틴 아이스필드 - 저스틴 역
- 존 조 - 존 역
- 제니퍼 쿨리지 - 스티플러의 엄마 역
- 윌럼 벨라이 - 부치 퀸 역
- 데이비드 세인트제임스 - 안내 데스크 매니저 역

## 기타 제작진
- 배역: 리사 비치, 세라 캐츠먼
- 미술: 클레이턴 하틀리
- 의상: 패멀라 위더스 칠턴